# Emil Zsigmondy

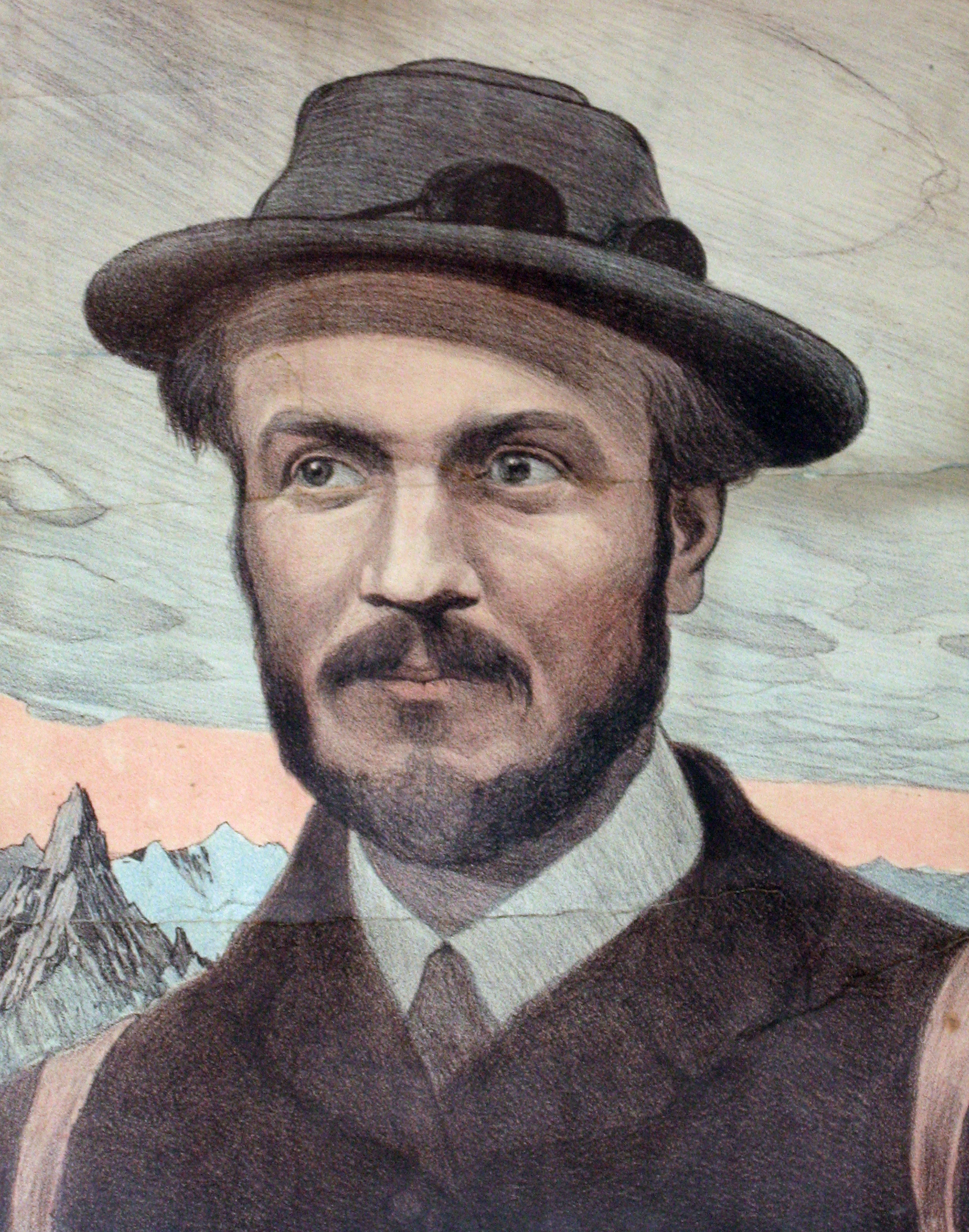
Emil Zsigmondy im Porträt von Otto Barth

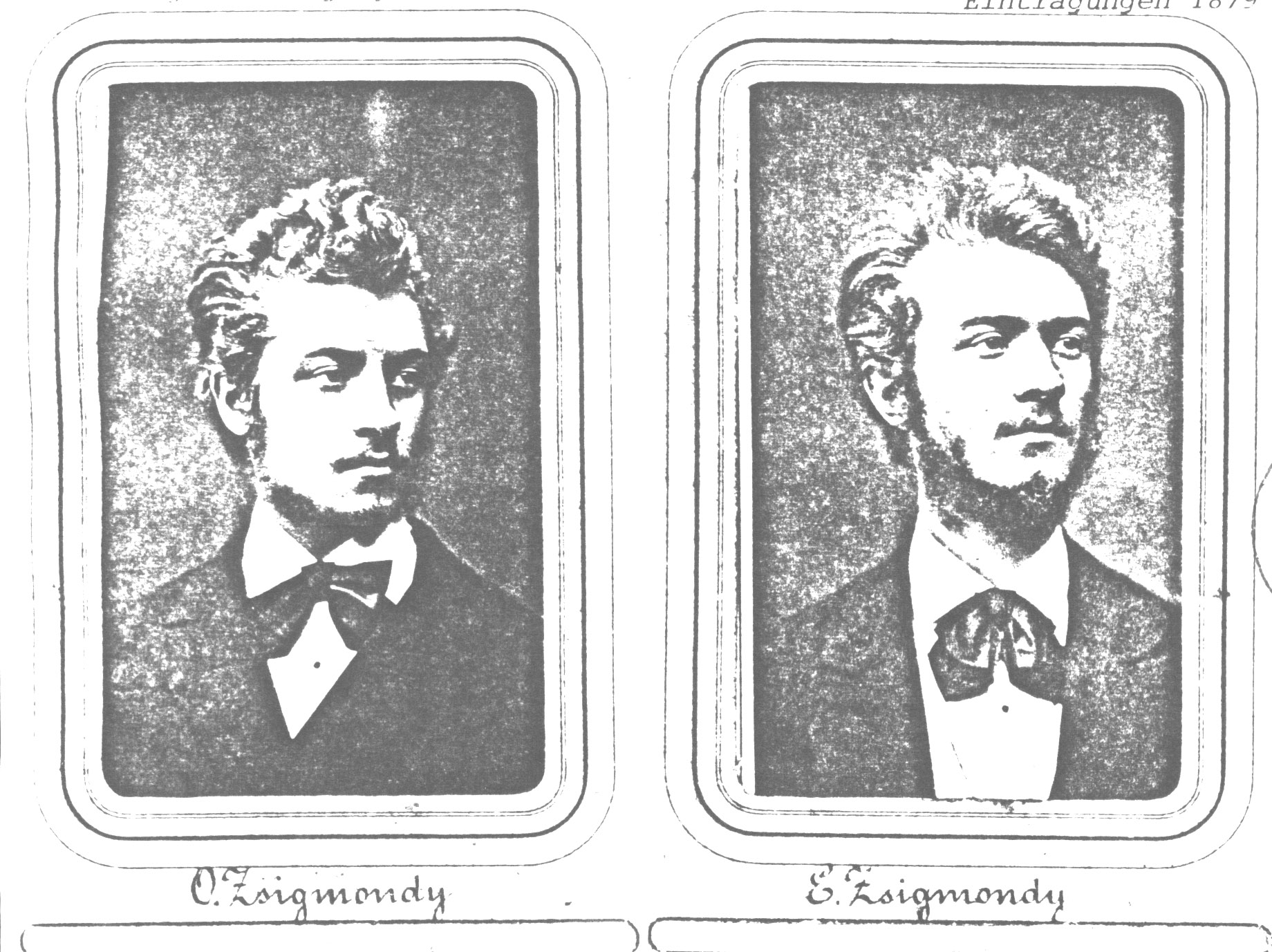
Die Brüder Otto (links) und Emil Zsigmondy um 1880

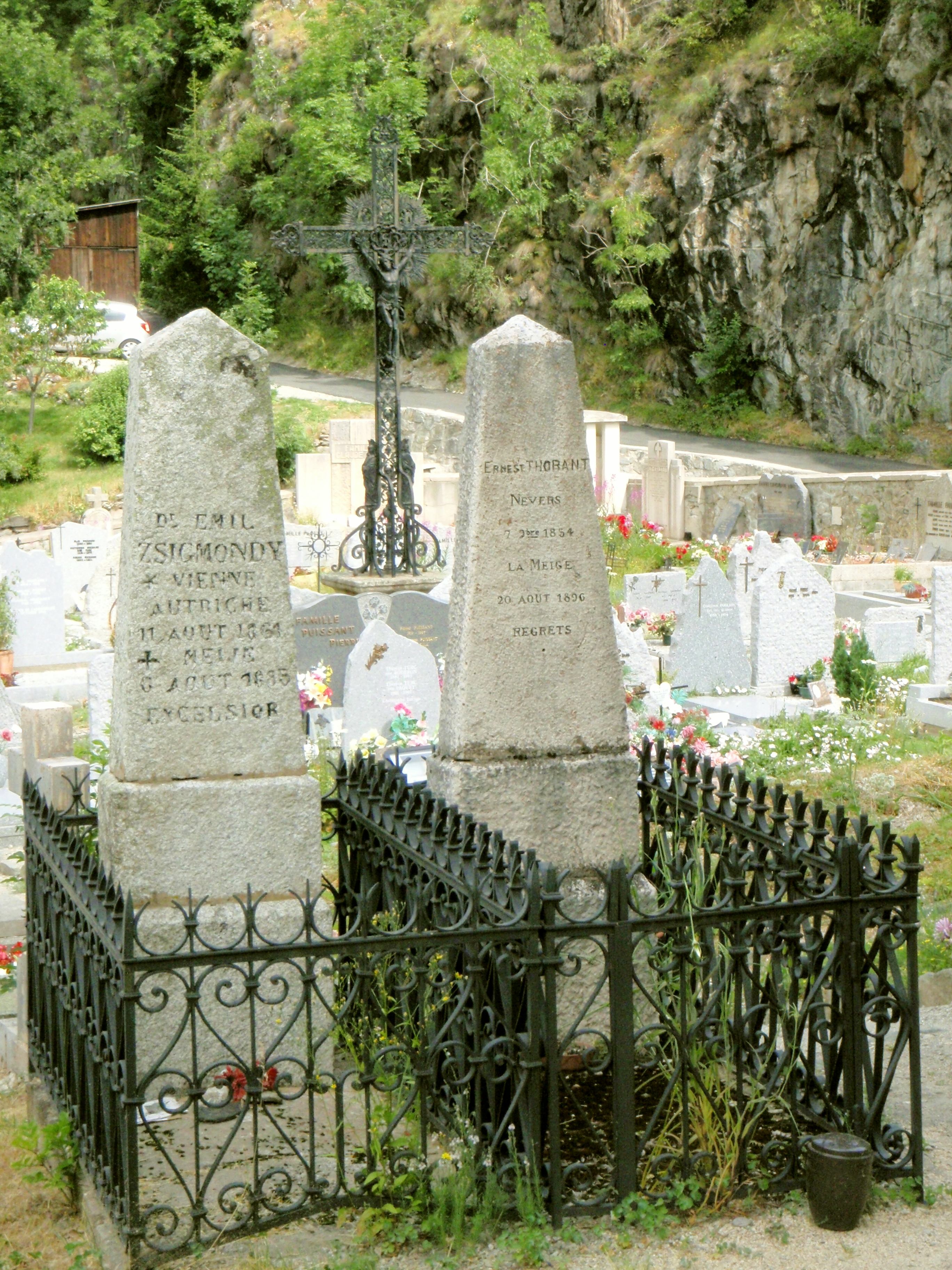
Zsigmondys Grab (links) auf dem Friedhof von Saint-Christophe-en-Oisans.

Emil Zsigmondy (* 11. August 1861 in Wien; † 6. August 1885 in Saint-Christophe-en-Oisans, an der Meije-Südwand) war ein österreichischer Arzt und Bergsteiger.

## Leben
Emil Zsigmondy machte sich als hervorragender Alpinist, Erstbesteiger und Erschließer neuer Routen einen Namen. Er war Freund und Seilgefährte von Ludwig Purtscheller, dem großen führerlosen Alpenpionier. Zu Emil Zsigmondys herausragenden Leistungen zählt die erste Längsüberschreitung des Gipfelgrates der 3.983 m hohen Meije im französischen Oisans-Massiv, die er zusammen mit seinem Bruder Otto und Ludwig Purtscheller am 27. Juli 1885 durchführte. Nur wenige Tage später wurde ihm derselbe Berg zum Verhängnis. Bei einem Versuch der Ersteigung der Meije-Südwand verunglückte er am 6. August 1885 tödlich. Erst 1912 wurde die Wand von den Südtirolern Angelo Dibona und Luigi Rizzi bezwungen.  
Emil Zsigmondys Grab befindet sich nur wenige Kilometer von der Absturzstelle entfernt auf dem kleinen Friedhof von Saint-Christophe-en-Oisans in den Dauphiné-Alpen. An Zsigmondy erinnern noch heute die Zsigmondyspitze in den Zillertaler Alpen, die Brèche Zsigmondy, eine tiefe Einschartung im Gipfelgrat der Meije, und die Zsigmondyhütte (Rifugio Zsigmondy Comici) in den Sextener Dolomiten. 
Emil Zsigmondys Vater Adolph Zsigmondy (1816–1880) war Zahnarzt und wurde für sein Zahnschema nach Zsigmondy bekannt. Emils älterer Bruder Otto, von Beruf Zahnarzt, war ebenfalls als Bergsteiger bekannt. Sein jüngerer Bruder Richard war Chemiker und erhielt 1925 den Nobelpreis für Chemie. Der jüngste der vier Brüder, Karl, war Mathematiker. Nach ihm ist ein Theorem der Zahlentheorie benannt.

## Werke
- Die Gefahren der Alpen, 1885 (spätere Auflagen fortgeführt von Wilhelm Paulcke und Helmut Dumler)
- Im Hochgebirge, 1889 (posthum)